# Nāḩiyat aş Şanamayn
Nāḩiyat aş Şanamayn (arabiska: ناحية الصنمين) är ett subdistrikt i Syrien.   Det ligger i provinsen Dar'a, i den sydvästra delen av landet, 50 km söder om huvudstaden Damaskus.
Omgivningarna runt Nāḩiyat aş Şanamayn är i huvudsak ett öppet busklandskap. Runt Nāḩiyat aş Şanamayn är det ganska tätbefolkat, med 214 invånare per kvadratkilometer.